# Kambiz
Kambiz (persiska: کامبیز) är ett persiskt mansnamn som härstammar från den akemenidiske kungen Kambyses. Namnets betydelse är okänd.
Den 31 december 2008 fanns det 109 män i Sverige med namnet, varav 99 med namnet som tilltalsnamn.